# Dormelletto
Dormelletto (Dromlèt en piémontais, Drumlèt en lombard)  est une commune italienne d'environ 2 700 habitants, située dans la province de Novare, dans la région du Piémont, dans le nord-ouest de l'Italie.
La ville et son centre historique de « Dormello » sont historiquement célèbres, en particulier dans le monde du sport hippique, pour l'élevage de chevaux de course (race Dormello-Olgiata) pour laquelle étaient célébrés les chevaux comme Nearco, Bellini, Donatello II et le célèbre "Cheval du siècle" Ribot. Pendant plusieurs années, surtout depuis les années 1930, Dormelletto et Dormello ont été considérés comme un centre du monde hippique grâce au travail commencé par Federico Tesio, 80 % des chevaux galopants au monde proviennent de ces terres.
Dans la commune au-delà de la réserve naturelle des Canneti di Dormelletto (it), se trouve une partie du parc naturel des Lagoni de Mercurago, un des sites palafittiques préhistoriques autour des Alpes,  inclus depuis 2011 dans la Liste du patrimoine mondial de l'UNESCO.

## Géographie
La municipalité de Dormelletto est située dans la partie la plus méridionale du lac Majeur (qui devient ensuite le Tessin) entre Castelletto sopra Ticino et Arona, elle fait partie de la région du Piémont.
Dormelletto se compose de plusieurs ensembles d'altitudes différentes. Le premier, le plus bas, connu depuis 1722 comme Dormello, domine directement le lac Majeur avec plusieurs plages où se trouve la réserve naturelle. Au-delà, dans la partie vallonnée se trouvent les villages de Dormelletto, Mercurago et Glisente, ainsi que le parc des lacs de Mercurago.
La municipalité est à environ 36 km de Novare, à environ 30 de Varèse et de l'aéroport de Milan Malpensa et à 56 de Milan.

## Histoire

### Antiquité
L'histoire de Dormelletto semble remonter à l'âge du fer comme en témoignent certaines découvertes historiques. En effet, autour de l'année 1987, une cinquantaine de tombes a été trouvée avec de nombreux objets (poteries, têtes de lance et bracelets en bronze) qui appartenaient à une population gauloise et remontent à la période comprise entre la fin IIIe et au début du Ier siècle av. J.-C.
En 2006, après quelques fouilles pour la reconstruction de l'école élémentaire, des dizaines de nouvelles tombes ont été découvertes, ce qui suggère la présence d'une énorme nécropole gauloise.

### Les premières traces écrites
Les premières citations écrites sur Dormelletto sont datées autour de l'an mil. D'après les témoignages de Guglielmo di Sizzano et Gualberto di Oleggio remontant à 1157, on apprend qui était présent lors de l'inauguration de l'église Santa Maria Assunta.

### Pendant les Borromée
Dès le XVe siècle Dormelletto renforce le lien avec la ville voisine d'Arona sous le contrôle de Vitaliano I Borromeo. De là commence la période de domination des Borromée. Les événements historiques des deux villes sont alors associés depuis plus de deux siècles.

## Monuments et patrimoine

### L'église Santa Maria Assunta
Niché sur la colline surplombant Dormelletto et le lac Majeur, l'église est accessible par la route qui mène du cimetière à la  colline. La façade orientée vers l'ouest regarde les pentes orientales du parc des lacs à travers les colonnes doriques d'un portique baroque. La consécration du bâtiment a eu lieu entre 1122 et 1151.

### Parc naturel des Lagoni de Mercurago
De la commune de Dormelletto, on peut accéder au parc naturel des Lagoni de Mercurago, dont la surface de 473 hectares est répartie entre les communes d'Arona, Comignago, Dormelletto et Oleggio Castello. Ce parc comprend des prairies où se pratiquait la course des chevaux, des bois, des landes et une grande zone humide de marécages et d'étangs. Depuis 2011, il a été reconnu dans la Liste du patrimoine mondial de l'UNESCO.

### Réserve naturelle des Canneti di Dormelletto
Le long de la rive piémontaise du lac Majeur, sur environ quatre kilomètres de long et sur une superficie de 157 hectares, se trouve la réserve naturelle des Canneti di Dormelletto, qui, avec la réserve naturelle Fondo Toce, représente le seul exemple de végétation spontanée dominée par le roseau commun (communément appelée canne du marais) sur la rive ouest du lac. La réserve est un endroit important pour étudier les oiseaux locaux.

## Communes limitrophes
Angera, Arona (Italie), Castelletto sopra Ticino, Comignago, Sesto Calende